# رايموند ك. ماسون
رايموند ك. ماسون (بالإنجليزية: Raymond K. Mason)‏ هو شخصية أعمال أمريكي، ولد في 28 فبراير 1927.